# Colomascirtus
Colomascirtus is een geslacht van kikkers uit de familie der boomkikkers (Hylidae). De groep werd voor het eerst wetenschappelijk beschreven door William Edward Duellman, Angela B. Marion en Stephen Blair Hedges in 2016.
Alle soorten komen voor in delen van Zuid-Amerika. De soorten komen voor in de landen Bolivia, Colombia, Costa Rica, Ecuador, Peru en Venezuela. Het habitat bestaat uit vochtige tropische bossen zoals nevelbossen.

## Soorten
Er zijn zeventien verschillende soorten, inclusief de pas in 2014 beschreven soort Colomascirtus condor. De meeste soorten werden lange tijd tot het geslacht Hyloscirtus gerekend.
- Colomascirtus antioquia
- Colomascirtus armatus
- Colomascirtus caucanus
- Colomascirtus charazani
- Colomascirtus chlorosteus
- Colomascirtus condor
- Colomascirtus criptico
- Colomascirtus larinopygion
- Colomascirtus lindae
- Colomascirtus pacha
- Colomascirtus pantostictus
- Colomascirtus princecharlesi
- Colomascirtus psarolaimus
- Colomascirtus ptychodactylus
- Colomascirtus staufferorum
- Colomascirtus tapichalaca
- Colomascirtus tigrinus

Aplastodiscus · 
Bokermannohyla · 
Colomascirtus · 
Hyloscirtus · 
Hypsiboas · 
Myersiohyla